# Кара-Буура (природный парк)

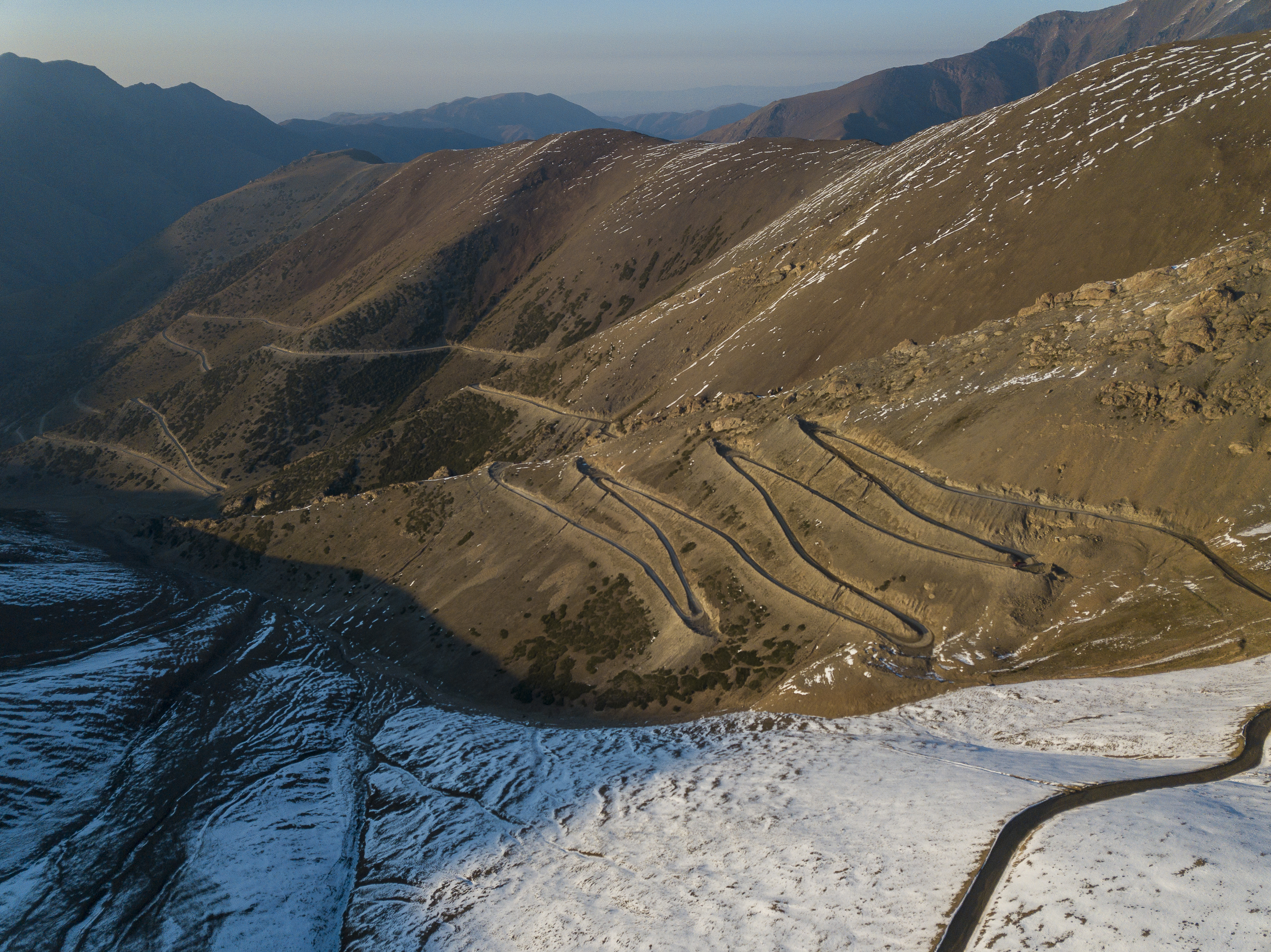
Вид с перевала Кара-Буура в сторону Таласской долины

Государственный природный парк «Кара-Буура» — особо охраняемая природная территория Кыргызстана, образованная в 2005 году, которая располагается в Айтматовском районе Таласской области. Он был организован постановлением Правительства Кыргызстана от 17 июня 2005 года № 233 в целях сохранения уникальных среднегорных саванноидов, альпийских и субальпийских лугов и биологического разнообразия Западного Тянь-Шаня, охраны редких и находящихся под угрозой исчезновения видов животного и растительного мира, расширения сети особо охраняемых природных территорий. До 2012 года имел статус заповедника.
Площадь природного парка составляет 59 067 гектар.